# 平郷町
平郷町（へいごうちょう）は、愛知県名古屋市瑞穂区の地名。現行行政地名は平郷町1丁目から平郷町6丁目。住居表示未実施地域。

## 地理
名古屋市瑞穂区西部に位置する。東は北原町、西は堀田通、南は豆田町、北は船原町に接する。

## 歴史

### 地名の由来
東郊耕地整理組合の耕地整理事業により、小高い丘が削られ「平らな郷」となったことによるという。

### 沿革
- 1931年（昭和6年）
  - 2月1日 - 南区熱田東町字二野・中坪および瑞穂町字二野・光須海道・西豆田・流シ・奥ノ坊の各一部により、同区平郷町1〜6丁目として成立[1]。
  - 10月1日 - 南区瑞穂町字流シの一部を5丁目に編入[1]。
- 1937年（昭和12年）10月1日 - 行政区の変更に伴い、昭和区平郷町となる[9]。
- 1944年（昭和19年）2月11日 - 行政区の変更に伴い、瑞穂区平郷町となる[9]。
- 1970年（昭和45年）10月21日 - 一部が堀田通に編入される[9]。

## 世帯数と人口
2019年（平成31年）3月1日現在の世帯数と人口は以下の通りである。
| 町丁   | 世帯数  | 人口  |
| ------ | ------- | ----- |
| 平郷町 | 480世帯 | 998人 |

### 人口の変遷
国勢調査による人口の推移
| 1950年（昭和25年） | 2,453人 | [ 10 ] |  |
| 1955年（昭和30年） | 2,671人 | [ 10 ] |  |
| 1960年（昭和35年） | 2,888人 | [ 11 ] |  |
| 1965年（昭和40年） | 1,767人 | [ 11 ] |  |
| 1970年（昭和45年） | 2,462人 | [ 12 ] |  |
| 1975年（昭和50年） | 2,080人 | [ 12 ] |  |
| 1980年（昭和55年） | 1,831人 | [ 13 ] |  |
| 1985年（昭和60年） | 1,615人 | [ 13 ] |  |
| 1990年（平成2年）  | 1,464人 | [ 14 ] |  |
| 1995年（平成7年）  | 1,312人 | [ 15 ] |  |
| 2000年（平成12年） | 1,162人 | [ 16 ] |  |
| 2005年（平成17年） | 1,066人 | [ 17 ] |  |
| 2010年（平成22年） | 1,024人 | [ 18 ] |  |

## 学区
市立小・中学校に通う場合、学校等は以下の通りとなる。また、公立高等学校に通う場合の学区は以下の通りとなる。
| 番・番地等 | 小学校               | 中学校                   | 高等学校 |
| ---------- | -------------------- | ------------------------ | -------- |
| 全域       | 名古屋市立高田小学校 | 名古屋市立瑞穂ヶ丘中学校 | 尾張学区 |

## 施設
- 真宗大谷派瑞雲寺[7]北緯35度7分52.9秒 東経136度55分26.3秒 / 北緯35.131361度 東経136.923972度
- 一之御前社[7]北緯35度7分56秒 東経136度55分33.1秒 / 北緯35.13222度 東経136.925861度

## その他

### 日本郵便
- 郵便番号 : 467-0879[4]（集配局：瑞穂郵便局[21]）。